# El camino hacia la muerte del viejo Reales
 El camino hacia la muerte del viejo Reales  es una película documental de Argentina filmada en blanco y negro dirigida por Gerardo Vallejo según su propio guion escrito en colaboración con Pino Solanas y Octavio Getino que fue producida entre 1968 y 1971 y se estrenó el 10 de abril de 1974. 
Aparecen en el filme Gerardo Ramón Reales y sus hijos Ángel, Mariano y Pibe, así como sus familias y amigos y vecinos de las localidades de Acheral, Santa Lucía, Caspichango y Famaillá. 
El filme está acompañado por dos anexos, uno con datos e imágenes de la provincia de Tucumán y otro con una crónica de la lucha de los campesinos del lugar.

## Sinopsis
La vida en los ingenios tucumanos a través del relato de un campesino tucumano y sus tres hijos.

## Comentarios
Riz dijo en Mayoría de la película que:

”Será del agrado de las elites politizadas que necesitan para su gusto estético del retorcimiento y de la argumentación.”

Noticias escribió:

”No es un film-ensayo…la reconstrucción de un proceso ni la simple historia filmada de un hombre…Busca cómplices en una tarea colectiva, no espectadores simplemente emocionados.”

Manrupe y Portela escriben:

”Dentro de los mejor del cine testiminial…mezcla lo documental y la ficción y utiliza los mismos personajes de un cortometraje suyo, llamado Las cosas ciertas.”